# Ферворн, Макс
Макс Фе́рворн (нем. Max Verworn; 4 ноября 1863, Берлин — 23 ноября 1921, Бонн) — немецкий физиолог и биолог.

## Биография
Родился в 1863 году, изучал медицину и естественные науки в Берлине и Йене. В 1890 году выдержал экзамен на степень врача и отправился на берега Средиземного и Красного морей с целью производства сравнительно-физиологических и цитологических наблюдений над низшими морскими животными. В 1891 году назначен ассистентом при Физиологическом институте в Йене, где в то же время читал лекции по физиологии в качестве приват-доцента. В 1894 году вторично отправился на берега Красного моря для экспериментальных цитологических изысканий в коралловых рифах. В 1895 году назначен экстраординарным профессором физиологии в Йене, а в 1901 году перешёл в Гёттинген в качестве ординарного профессора и директора физиологического кабинета при медицинском факультете. С 1902 года Ферворн издавал в Йене журнал Zeitschrift für Allgemeine Physiologie. С 1910 — профессор физиологии в Бонне (преемник Пфлюгера).

## Публикации
Напечатал ряд статей о биполярном действии гальванического тока на живую материю (в Pflüger’s Archiv за 1889—96 гг.) и о вопросах, касающихся физиологии клетки (там же, 1890—96), а кроме этого, следующие монографические работы:
- Psychophysiologische Protistenstudien (Йена, 1889);
- Die Bewegung der lebendigen Substanz (ib., 1892);
- Allgemeine Physiologie (Йена, 1 изд., 1895; 3 изд., 1901);
- Beiträge zur Physiologie des Centralnervensystems. I. Die sogen. Hypnose der Thiere (Йена, 1898);
- Das Neuron in Anatomie und Physiologi» (ib., 1900);
- Die Aufgaben des physiologischen Unterrichts (ib., 1901).